# Tricholoma pardinum
Tricholoma pardinum (Pers.) Quél., Mém. Soc. Émul. Montbéliard, Sér. 2 5: 339 (1873).
Specie ben nota ai micologi, il Tricholoma pardinum è un fungo velenoso molto conosciuto anche con il sinonimo di Tricholoma tigrinum per via del motivo tigrato sulla cuticola del cappello.

Si tratta di una specie molto pericolosa perché frequentemente scambiata con specie congeneri di aspetto simile o con alcune specie vagamente somiglianti del genere Russula.

## Descrizione della specie
Cappello
Fino a 20 cm, carnoso, emisferico, infine convesso, color grigio-bruno con vistose placche più scure che conferiscono al carpoforo un caratteristico aspetto "tigrato" (da cui il nome "T. tigrinum", altro appellativo di questa specie).

Margine involuto.
Lamelle
Leggermente spaziate, uncinate al gambo.
Gambo
Grosso, a volte obeso, pieno, cilindrico, di colore bianco oppure leggermente ocraceo.
Spore
Bianche in massa, ellittiche.
Carne
Biancastra.
- Odore: farinaceo, mite.
- Sapore:  dolce.

## Habitat
Cresce nei boschi di latifoglie.

## Commestibilità
Molto velenoso, a volte anche mortale.
Da questo pericoloso fungo prende nome la cosiddetta "sindrome pardinica", analoga a quella da consumo di Omphalotus olearius.

## Etimologia
- Genere: dal greco thrìx, trikhós = pelo e lôma = orlo, con l'orlo peloso.
- Specie: dal latino "pardinus" = riguardante il leopardo, per il motivo delle placche sul cappello;  oppure, nel caso del suo secondo appellativo, "tigrinum" = riguardante la tigre (idem).

## Specie simili
Attenzione!
Facilmente confondibile con Tricholoma terreum e Tricholoma scalpturatum (buoni commestibili) e pertanto è da considerare una specie molto pericolosa; si raccomanda la massima prudenza.

### Dettagli
Ad un'attenta osservazione, è però possibile distinguerlo agevolmente dal T. terreum:
- possiede un gambo tozzo e grosso, mentre il T. terreum possiede un gambo più esile e cavo.
- il cappello possiede delle chiazze scure che formano un caratteristico motivo leopardato, assente nel T. terreum.
- mediamente le dimensioni del T. pardinum sono superiori a quelle del T. terreum.

## Nomi comuni
- Agarico tigrino
- Tricoloma tigrino

## Sinonimi e binomi obsoleti
- Tricholoma tigrinum (Schaeff.) Gillet (1874)